# 黄河博物馆
黄河博物馆位于中华人民共和国河南省郑州市，是一座以黄河为专题的自然科技博物馆。该馆前身是成立于1955年的治黄展览会，1972年改名黄河展览馆，1987年改为现名。隶属于中华人民共和国水利部黄河水利委员会。
其藏品包括历史文献、照片图片、书画、音像、自然标本等，展示黄河的自然概况、黄河文化、历代黄河改道、黃河治理以及水资源开发利用等内容。占地7000平米，建筑3000平米，其中陈列面积1200平米。黄河博物馆是中华人民共和国第一座以黄河为专题的自然科技博物馆，也是最早成立的江河博物馆之一。
2012年5月至12月，因郑州地铁紫荆山站建设需要，博物馆向东南方平移了101米至新地址。
2018年10月11日，黄河博物馆入选全国中小学生研学实践教育基地。